# Олена Брацлавська
Олена Брацлавська (нар. 2 жовтня 1945, Одеса) — українська радянська актриса.

## Біографія
Народилась у м. Одеса, Українська РСР, тепер Україна.
В 1975 році разом з чоловіком та партнером по фільму «Де ви, лицарі?», актором та виконавцем пісень Олександром Халецьким перебувала в США, де чоловік виконував андеграундні пісні. Побоюючись арешту КДБ, вони емігрували до США.
В США в складі дуету «Sasha & Lena» (з Олександром Халецьким) записала 2 грамплатівки: «Good-bye, Russia» (1976) і «A Letter from the USSR» (1978). Дует дав кілька концертів, брав участь в американських телешоу.

## Фільмографія
- 1966 — «На півдорозі до Місяця»
- 1967 — «Таємнича стіна»
- 1971 — «Де ви, лицарі?» — Юля
- 1972 — «Станційний доглядач»
- 1974 — «Чудо з кісками»